# Piece of Me
»Piece of Me« je pesem ameriške glasbenice Britney Spears z njenega petega glasbenega albuma, Blackout. Založba Jive Records jo je 27. novembra 2007 izdala kot drugi singl z albuma. Napisal jo je duet Bloodshy & Avant, in sicer kot odziv na medijski nadzor in senzacionalizem zasebnega življenja Britney Spears, z njo pa sta sodelovala že v prejšnjih letih. Pesem »Piece of Me« je zadnja posneta pesem z albuma Blackout. Samo-manifest besedila pesmi je napisana kot življenjepis, ki pripoveduje o njenih nezgodah. Glasbeno je pesem »Piece of Me« elektropop pesem zmernega tempa z elementi dance glasbe. Velik poudarek je na sintetizatorju. Spremljevalne vokale so priskrbeli Bloodshy & Avant ter Robyn.
Glasbeni kritiki so pesmi »Piece of Me« dodelili v glavnem pozitivne ocene, predvsem zaradi dobre produkcije in kljubovalnega besedila, večkrat pa so jo označili za vrhunec albuma Blackout. Revija Rolling Stone je pesmi dodelila petnajsto mesto na svojem seznamu 100 najboljših pesmi leta 2007. Bila je tudi izredno komercialno uspešna, saj je zasedla vrh irske glasbene lestvice ter eno izmed prvih desetih pesmi na lestvicah v Avstraliji, Avstriji, Kanadi, na Danskem, Finskem, na Novi Zelandiji, na Švedskem in v Združenem kraljestvu. V Združenih državah Amerike je pesem postala drugi singl z albuma, ki je zasedla vrh lestvice Billboard Hot Dance Club Play.
Videospot za pesem »Piece of Me«, ki ga je režiral Wayne Isham, je prikazal življenje Britney Spears tistem v času in prikazal njene prijatelje, ki se zakrinkajo, da bi zmedli paparazze. Wayne Isham je želel posneti videospot, v katerem se bi Britney Spears norčevala iz svoje situacije. S strani glasbenih kritikov je prejel mešane ocene, ki se niso strinjali na tem, ali je bilo njeno telo digitalno preurejeno. Videospot je bil leta 2007 nominiran za nagrado MTV Video Music Awards v treh različnih kategorijah in dobil vse, vključno s tisto za »videospot leta«. Britney Spears je s pesmijo »Piece of Me« nastopila na turnejah The Circus Starring Britney Spears (2009) in Femme Fatale Tour (2011).

## Ozadje
Pesem »Piece of Me« sta napisala in producirala člana švedskega glasbenega dueta Bloodshy & Avant, Christian Karlsson in Pontus Winnberg v sodelovanju s Klasom Åhlundom. V času triletnega sodelovanja z Britney Spears sta Christian Karlsson in Pontus Winnberg iz prve roke pogosto opazila, kako ju pri vsakdanjih aktivnostih motijo paparazzi, vključno z izkušnjo v Hamburgu, ki jo je Pontus Winnberg opisal koz »resnično strašljivo«. Pri albumu Blackout, je Britney Spears z njima sodelovala še pri pesmih »Radar«, »Freakshow« in »Toy Soldier«. Ko so že menili, da je album že končan, je vodja A&R-ja, Teresa LaBarbera Whites, duet Bloodshy & Avant prosila, da napišeta novo pesem. Pontus Winnberg je dejal, da je vedno obstajalo »nenapisano pravilo« o tem, da ne smejo pisati pesmi o zasebnem življenju Britney Spears, že vse od pesmi »Sweet Dreams My LA Ex«, ki so jo napisali kot odziv na pesem »Cry Me a River« Justina Timberlakea, ki jo je zavrnila njena založba. Kakorkoli že, duet je vseeno skupaj s Klasom Åhlundom napisal pesem »Piece of Me« in jo poslal Britney Spears, ki jo je »oboževala«. Duet Bloodshy & Avant je na pesmi delal v studiju Bloodshy & Avant v Stockholmu, Švedska, Britney Spears pa je vokale za pesem posnela v snemalnem studiu Chalice v Los Angelesu, Kalifornija. Pontus Winnberg je dejal: »Vem, da sva s pesmijo prekršila vsa pravila, [...] Ko je prišla v studio, je bila izredno čustveno osredotočena, besedila se je v avtu naučila s srcem, pesem pa je posnela v pol ure.« Kasneje je remix pesmi »Piece of Me« v studiu Mandarine v Stockholmu, Švedska, posnel Niklas Flyckt. 30. novembra 2007 je Britney Spears v radijskem intervjuju z Ryanom Seacrestom govorila o pesmi:
{{Navedek|Kamorkoli grem, me ljudje sprašujejo vsa ta vprašanja in včasih sploh ne vem, kakšni so njihovi nameni in podobne stvari. Torej je na nek način lepo, da to pokažem tudi oboževalcem. Saj veste, da zapojem: »Si želite delček mene?« (»'You want a piece of me?«) na kul, luštkan in pameten način. Je luštkana pesem [...] Všeč mi je.

## Sestava
Pesem »Piece of Me« je elektronska pesem z elementi pop in groove glasbe. Pesem je napisana v c-molu. Melodija je zmernega tempa z elementi dance glasbe. Vokali Britney Spears se raztezajo od D#3 to D#5. So zelo sprogramirani in pri pesmi je velik poudarek na sintetizatorju. Spremljevalne vokale je posnela švedska pop pevka Robyn. Christian Karlsson in Pontus Winnberg sta med refrenom zavpila kitice: »Ekstra! Ekstra!« (»Extra! Extra!«).
Besedilo pesmi »Piece of Me« so napisali kot odgovor na medijsko nadzorovanje zasebnega življenja Britney Spears. Govori o slavi in življenju pod drobnogledom javnosti. Med prvim verzom je Britney Spears zapela refren: »Si želite delček mene?« (»You want a piece of me?«), ki ga ponavlja čez celotno pesmijo. Kelefa Sanneh iz revije The New York Times je menila, da bi ta kitica »lahko bila ali obtožba ali vabilo ali grožnja.« Pesem »Piece of Me« sestavlja pogosta raba refrena. Besedilo je napisano kot življenjepis, v katerem Britney Spears govori o svojih nezgodah.

## Sprejem kritikov
Glasbeni kritiki so pesmi »Piece of Me« dodelili v glavnem pozitivne ocene, mnogi pa so menili, da je pesem napisana v odziv na medijsko nadzorovanje življenja Britney Spears. Alex Fletcher iz revije Digital Spy je napisal, da je pesem »Piece of Me« »njen 'Rehab': salutiranje medijem z dvema prstoma in kljubovalni elektronski jok, ki nas svari, da se te pop zvezde ne da kar vklopiti ali izklopiti. [Prva kitica] je zelo podobna vsem pesmim Lily Allen in razkrije, da je Britney Spears tista, ki se je zadnje leto najslajše smejala, težavam z mediji navkljub.« Peter Robinson iz revije The Observer in Margeaux Watson iz revije Entertainment Weekly sta pesem imenovala za eno izmed najbolj izstopajočih pesmi z album. Dennis Lim iz revije Blender je pesem skupaj s singlom »Gimme More« označil za najboljšo pesem z albuma Blackout. Bill Lamb s spletne strani About.com je napisal: »[Britney Spears] ima morda resne, resne zasebne težave, vendar se kot ženska očitno precej enostavno bori proti njim, saj se zopet prikaže v vlogi neustrašne pop pevke z nenavadno elektronsko pesmijo. Zelo redko je ta pop zvezdnica ustvarila tako učinkovit odgovor kritikom. Pesem 'Piece of Me' je podobna pesmi 'Scream' Michaela Jacksona. [...] Uporaba kitare je fenomenalna, podobna tisti iz singla '...Baby One More Time', hkrati pa ta pesem predstavlja neke vrste nadaljevanje njenega zadnjega singla, 'Gimme More', s katerim se gdč. Spears resnično prikaže v vlogi ene izmed najpomembnejših pop zvezd desetletja. Celo ob stiski, kakršno doživlja, v studiu ustvari pravo mojstrovino, zaradi česar je tudi sama res profesionalna.«
Kelefa Sanneh iz revije The New York Times je napisala: »[Duet Bloodshy & Avant] je ustvaril grozo, veselje in (nazadnje) dolgočasnost iz preveč preučenega življenja [Britney Spears]. Je brilijantno.« Tom Ewing iz revije Pitchfork Media je menil, da »hiperprodukcija njenega glasu, način, kako vse skupaj pripelje do roba glasbe, je po vsej verjetnosti cena slave, kriza identitete. Razumemo jo samo, ko gredo vse njene besede čez filter in tako jo tudi slišimo. Več spremljevalnih vokalov še bolj zakrije njeno identiteto, hkrati pa tudi izboljša pesem samo.« Dave De Sylvia iz revije Sputnikmusic je pesem označil za enega izmed vrhuncov albuma in jo primerjal s pesmimi z Robyninega albuma, poimenovanega po njej, posebej s singlom »Handle Me« (2005). Melissa Maerz iz revije Rolling Stone jo je skupaj s pesmijo »Freakshow« imenovala za najboljšo pesem z albuma, saj je »odličen, odrezav odgovor tabloidom«. Kasneje je revija Rolling Stone pesem uvrstila na svoj seznam 100 najboljših pesmi leta 2007, in sicer na petnajsto mesto. Stephen Thomas Erlewine s spletne strani Allmusic je pesmi dodelil negativno oceno, kar je komentiral z besedami: »Duet Bloodshy & Avant se je zelo trudil oblikovati himno kljubovalnosti tabloidom, saj se sama ni niti potrudila napisati kaj temu podobnega.«

## Dosežki na lestvicah
17. novembra 2007 je pesem »Piece of Me« debitirala na petinšestdesetem mestu lestvice Billboard Hot 100. 9. februarja 2008 je na lestvici dosegla osemnajsto mesto. Je drugi zaporedni singl z albuma Blackout, ki je zasedel prvo mesto na lestvici Billboard Hot Dance Club Songs. Nazadnje je pesem v Združene države Amerike prodala več kot 1.000.000 kopij izvodov, zaradi česar si je pridružila platinasto certifikacijo s strani organizacije Recording Industry Association of America (RIAA). Pesem »Piece of Me« je po podatkih Nielsen SoundScana prodala 1.668.000 izvodov v Združenih državah Amerike. Je njen četrti najbolje prodajan singl v tej državi. Na kanadski glasbeni lestvici je pesem 17. novembra 2007 debitirala na sedemintridesetem mestu. Nazadnje je 26. aprila 2008 zasedla peto mesto lestvice. Kasneje je pesem »Piece of Me« prejela platinasto certifikacijo s strani organizacije Canadian Recording Industry Association (CRIA) za 40.000 prodanih izvodov.
4. februarja 2008 je pesem »Piece of Me« debitirala na drugem mestu avstralske glasbene lestvice. Pesem je v državi nazadnje prodala 70.000 kopij izvodov in tako prejela platinasto certifikacijo s strani organizacije Australian Recording Industry Association (ARIA). Na novozelandski lestvici je pesem 31. decembra 2007 debitirala na štiriintridesetem mestu. Kasneje je pesem za 7.500 prodanih izvodov v državi prejela zlato certifikacijo s strani organizacije Recording Industry Association of New Zealand (RIANZ). Pesem »Piece of Me« je 24. decembra 2007 debitirala na devetinšestdesetem mestu britanske lestvice. Po fizični izdaji singla je pesem 13. januarja 2008 zasedla drugo mesto na lestvici. Po podatkih podjetja The Official Charts Company je pesem v državi prodala 250.000 kopij izvodov. Na irski lestvici je pesem debitirala 20. decembra 2007 na sedemindvajsetem mestu. 10. januarja 2008 je pesem na lestvici zasedla prvo mesto, kjer je ostala še dva tedna. Pesem »Piece of Me« je podoben uspeh požela tudi povsod drugod po Evropi, saj se je uvrstila med prvih deset pesmi na lestvicah v Avstriji, na Danskem, Finskem in Švedskem ter hkrati zasedla tudi eno izmed prvih štiridesetih mest na belgijski (tako flandrski kot valonski), češki, italijanski in nizozemski lestvici.

## Videospot

### Razvoj
Videospot za pesem »Piece of Me« so posneli 27. in 28. novembra 2007 v nočnem klubu in restavraciji Social Hollywood v Los Angelesu, Kalifornija. Videospot je režiral Wayne Isham, ki je z Britney Spears sodeloval že pri snemanju videospota za pesem »I'm Not a Girl, Not Yet a Woman«. Britanski časopis Daily Mail je poročal, da je snemanje videospota stalo 500.000 $, s čimer je postal njen najdražji videospot od videospota za pesem »Toxic«. V nekaterih prizorih videospota je Britney Spears nosila vijolično satenasto ameriške modne oblikovalke  Marine Toybina. Britney Spears naj bi na snemanje videospota prišla dvanajst ur prepozno, saj je želela dan preživeti s svojima sinovoma, Seanom Prestonom in Jaydenom Jamesom. Wayne Isham je o situaciji povedal: »Bila je zelo pozna. Ljudje so naredili slona iz muhe, [vendar] kako naj ne bi bila pozna, ko pa njen avtomobil lovi 50, 65 ali 75 ljudi? Za celotno ekipo je bil to zelo dolg dan. Dobesedno je trajal 20 ur. Ona sama pa je bila tam samo šest ur. Bila je pozna, a prikazala se je in nam zaprla usta.« O konceptu videospota je povedal:
Z [videospotom] sem si resnično želel prikazati odsev celotne izkušnje. Takoj lahko opazimo, kakšno samozavest ima. In, dobesedno, z vsako sekundo je postajala bolj in bolj samozavestna, zato se je bolj in bolj zabavala. Ni bila preveč sarkastična, vendar ... smejali smo se vsemu kar je bilo okoli nje, in sicer s samozavestjo. [...] Za zadnji ples si je spela lase in dejala: »Bi lahko eno posneli samo zame, s spuščenimi lasmi?« Spustila si je lase. Videli boste, da ima nekje spete, nekje pa spuščene lase. Bila je enkratna in vse je prišlo iz srca. Sama je sestavila koreografijo za zadnji ples. Vse je naredila sama in nam rekla samo: »No, zdaj pa začnimo!«

### Zgodba
Videospot se prične s štirimi svetlolasimi ženskami, ki se preoblačijo, se ličijo in plešejo v spalnici. Zunaj preko okna paparazzi fotografirajo dogajanje. Britney Spears se pojavi zunaj pred večbarvnim, osvetljenim ozadjem, oblečena v skrajšan rjav brezrokavnik, črn nedrček in strgane kavbojke z nizkim pasom. Vmes se pojavijo prizori, v katerih Britney Spears nosi bel krznen brezrokavnik in trga naslovnice tabloidov ter iz njih ustvarja pozitivne novice o sebi, kot sta »To je Britney, prasica« in »Izjemna zaslužkarica«. Med petjem prve kitice se ji pridružijo štiri ženske z blond lasuljami, temnimi sončnimi očali in črnimi plašči, vse pa lovijo paparazzi.
Vseh pet odide v nočni klub, Britney Spears pa je oblečena v vijolično satenasto obleko. Začne se spogledovati z nekim moškim in skupaj odideta v žensko stranišče, kjer odkrije, da ima na prsi pritrjen fotoaparat. Na njegovo čelo napiše: »Bebec« (»Sucker«). Na koncu vseh pet deklet v kopalnici izvede še plesno točko. Na koncu dekleta odidejo nazaj v svojo spalnico in gledajo novice na televiziji, v katerih poročajo o »invaziji Britney« (»Britney invasion«). V zadnjem prizoru se prikaže Britney Spears, ki se smehlja.

### Sprejem
Videospot je prejel mešane ocene s strani glasbenih kritikov in niso se strinjali glede tega, ali je telo Britney Spears digitalno predelano. Novinar revije The Daily Telegraph je komentiral: »Britney - domnevno s pomočjo nekaj resnega digitalnega urejanja - je čas zavrtela nazaj, saj v videospotu izgleda točno tako kot mlada starleta v videospotu za pesem 'Oops'.« Novinar revije Dose je napisal, da »šokantno je, da vse skupaj sploh ni tako slabo. No, ni slabo za najljubšo pop zvezdnico nas vseh.« 17. avgusta 2008 so oznanili, da je bil videospot nominiran za tri nagrade MTV Video Music Awards, in sicer v kategorijah za »najboljši ženski videospot«, »najboljši pop videospot« in »videospot leta«. Podelitev nagrad so organizirali 7. septembra 2008 in Britney Spears je prejela vse tri nagrade. 18. oktobra 2008 je v intervjuju v živo za newyorško radijsko postajo Z100 razložila, da je bila, ko je prejela vse tri nagrade, zelo šokirana, kar je razložila z besedami: »Videospot je super, vendar mislim, da sem posnela mnogo videospotov, ki so še boljši, zaradi česar sem bila, ko sem dobila nagrado [v kategoriji za »videospot leta«], zelo šokirana. Vseeno je bilo zelo navdihujoče, saj trenutno snemam veliko videospotov in zdaj sem dovolj pogumna, da se res izživim in vidim rezultat.«

## Promocija in nastopi v živo
27. novembra 2007 je kanal MTV organiziral tekmovanje z naslovom »Britney Spears si želi delček tebe« (»Britney Spears Wants a Piece of You«), v katerem so oboževalci ustvarili svoj videospot za pesem, in sicer iz fotografij in posnetkov intervjujev in nastopov Britney Spears. Ob uporabi programa MTV Video Remixer so oboževalci lahko premešali in preuredili mešanico fotografij. Videospot, ki je na tekmovanju zmagal, so 20. decembra 2007 predvajali v oddaji Total Request Live, zmagovalca pa so izbrali kanal MTV, založba Jive Records in Britney Spears sama. Zmagovalec je prejel napravo Haier Ibiza Rhapsody z enoletno garancijo podjetja Rhapsody ter vso diskografijo Britney Spears, izdano v Združenih državah Amerike. Pesem »Piece of Me« je Britney Spears leta 2009 izvedla na turneji The Circus Starring Britney Spears kot drugo pesem s koncerta. Po koncu nastopa s pesmijo »Circus« si je snela svojo rdečo jakno, podobno tistim, ki jo nosijo voditelji cirkuških predstav, ter razkrila črn steznik, prevlečen s kristali Swarovski, mrežaste nogavice ter čevlje z visokimi petami, ki sta jih oblikovala Dean in Dan Caten. Medtem ko jo je obkrožil dim, je vstopila v zlato kletko na sredini odra ter pričela izvajati pesem »Piece of Me«. Med nastopom je zaigrala sužnjo, ki želi uiti svojim spremljevalnim plesalcem. Pesem »Piece of Me« je leta 2011 izvedla tudi na turneji Femme Fatale Tour. Po nastopu s pesmijo »3« je Britney Spears splezala na manjšo ploščad ter med lebdenjem nad občinstvom izvedla pesem. Moški plesalci pod njo so bili oblečeni v policiste. Shirley Halperin iz revije The Hollywood Reporter je nastop s to pesmijo skupaj z nastopoma s singloma »3« in »Don't Let Me Be the Last to Know« označila za najboljše nastope na turneji, kar se mu je zdelo »ironično, saj so bili samo osnovni posladki.«

## Seznam verzij
| - Britanski/nemški CD s singlom/Dodatek k albumu The Singles Collection 1. »Piece of Me« – 3:32 2. »Piece of Me« (remix Böz O Lö) – 4:51 - Evropski/avstralski maksi singl 1. »Piece of Me« – 3:32 2. »Piece of Me« (remix Böz O Lö) – 4:53 3. »Piece of Me« (klubski remix Bimba Jonesa) – 6:26 4. »Piece of Me« (klubski remix Vita Benita) – 6:50 5. »Gimme More« (remix Kimmea Morea) (skupaj z Lil' Kim) – 4:14 - Nemška omejena izdaja - CD 1 1. »Piece of Me« – 3:32 2. »Piece of Me« (Tiestov radijski remix) – 3:23 | - Nemška omejena izdaja - CD 2 1. »Piece of Me« – 3:32 2. »Piece of Me« (radijski remix Juniorja Vasqueza & Johnny Viciousa) – 3:38 - Digitalni EP — Remixi 1. »Piece of Me« – 3:32 2. »Piece of Me« (remix Böz O Lö) – 4:53 3. »Piece of Me« (Tiestov radijski remix) – 3:23 4. »Piece of Me« (radijska verzija Juniorja Vasqueza & Johnnyja Viciousa) – 3:38 5. »Piece of Me« (radijska verziaj Friscie & Lamboyja) – 3:27 6. »Piece of Me« (remix Slyja & Robbieja Reggaeja) (skupaj s Cherine) – 4:16 |

## Ostali ustvarjalci
- Tekstopisci – C. Karlsson, P. Winnberg & Klas Åhlund
- Producenta – Bloodshy & Avant
- Snemanje – Bloodshy & Avant
- Mešanje – Niklas Flyckt
- Klaviatura, programiranje, bas kitara in kitara – Bloodshy & Avant
- Spremljevalni vokali – Robyn, Christian Karlsson
- Urejanje – Tom Coyne

## Dosežki in certifikacije

### Dosežki
| Lestvica (2007–08)                                               | Dosežek |
| ---------------------------------------------------------------- | ------- |
| Avstralija (ARIA)                                                | 2       |
| Avstrija (Ö3 Austria Top 40)                                     | 6       |
| Belgija (Flandrija; Ultratop 50)                                 | 36      |
| Belgian Singles Chart (Wallonia)                                 | 36      |
| Kanada (Canadian Hot 100)                                        | 5       |
| Češka (International Federation of the Phonographic Industry)    | 19      |
| Danska (Tracklisten)                                             | 4       |
| Nizozemska (MegaCharts)                                          | 41      |
| Evropa (European Hot 100 Singles)                                | 6       |
| Finska (YLE)                                                     | 8       |
| Nemčija (Media Control Charts)                                   | 7       |
| Irish Singles Chart                                              | 1       |
| Italija (FIMI)                                                   | 11      |
| Nova Zelandija (RIANZ)                                           | 4       |
| Slovaška (International Federation of the Phonographic Industry) | 10      |
| Švedska (Sverigetopplistan)                                      | 9       |
| Švica (Media Control Charts)                                     | 19      |
| Združeno kraljestvo (UK Singles Chart)                           | 2       |
| Združene države Amerike (Billboard Hot 100)                      | 18      |
| Združene države Amerike (Billboard Hot Dance Club Play)          | 1       |

|

### Certifikacije
| Država                  | Certifikcija |
| ----------------------- | ------------ |
| Avstralija              | Platinasta   |
| Kanada                  | Platinasta   |
| Nova Zelandija          | Zlata        |
| Združene države Amerike | Platinasta   |
| Švedska                 | Zlata        |
| Italija                 | Zlata        |

### Lestvice ob koncu leta
| Lestvica ob koncu leta (2008) | Dosežek |
| ----------------------------- | ------- |
| Nova Zelandija                | 28      |
| Avstralija                    | 38      |
| Nemčija                       | 58      |

|}

### Ostali pomembnejši dosežki
| Predhodnik: »Amazing« od Celede                  | Prvo mesto na ameriški glasbeni lestvici (Billboard Hot Dance Club Play) 8. marec 2008 – 15. marec 2008 | Naslednik: »Together« od Boba Sinclara in Stevea Edwardsa                              |
| Predhodnik: »When You Believe« od Leona Jacksona | Prvo mesto na irski glasbeni lestvici 10. januar 2008 – 17. januar 2008                                 | Naslednik: »Now You're Gone« od Basshunterja skupaj z DJ-jem Mental Theo's Bazzheadzom |